# فاخر ایز
فاخر ایز (به ترکی استانبولی : Fahir İz ) استاد دانشگاه استانبول است 
او جز نویسندگان تاریخ اسلام کمبریج بوده است 